# Рендеринг без допущений

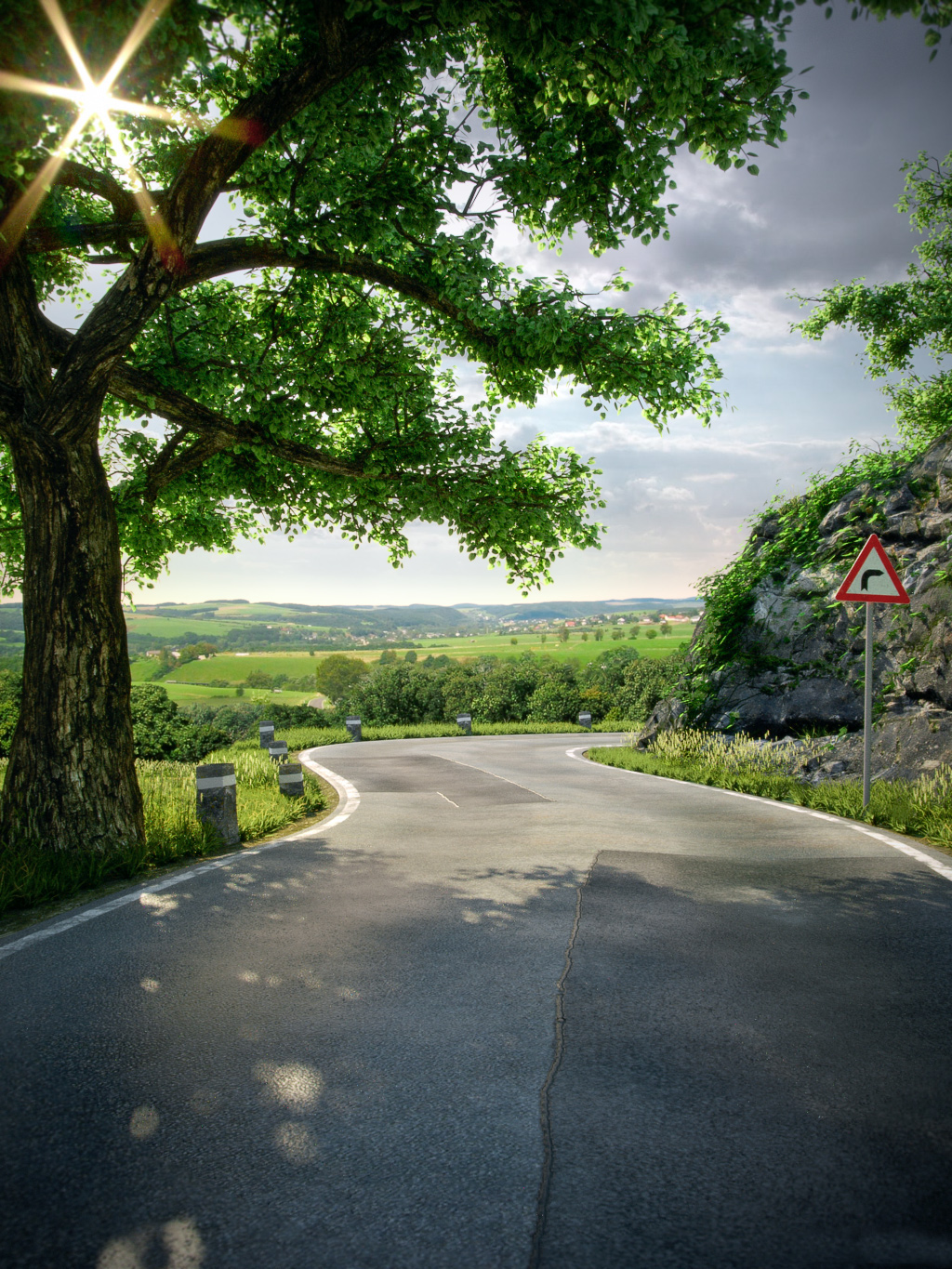
Пример рендеринга без допущений с помощью Indigo Renderer.

В компьютерной графике рендеринг без допущений (англ. unbiased rendering) — метод рендеринга, который не привносит систематических ошибок или искажений в оценке освещенности. Из-за этого он часто используется для генерации эталонного изображения, с которым сравниваются другие методы визуализации. Математически говоря, математическое ожидание несмещённой оценки всегда будет равно выборочному среднему для любого числа наблюдений. Ошибки рендеринга без допущений относятся на счёт дисперсии и проявляются как высокочастотный шум в получаемом изображении. Разница уменьшается на {\displaystyle n} и стандартного отклонения по {\displaystyle {\sqrt {n}}} для {\displaystyle n} точек, то есть для сокращения вдвое стандартного отклонения ошибки необходимо в четыре раза больше точек данных. Это делает объективные методы визуализации (рендеринг без допущений) менее привлекательным для интерактивных приложений реального времени. И наоборот, полученная с помощью объективной визуализации гладкая и бесшумная картинка является правильной со стохастической точки зрения.

## Программы рендеринга без допущений
- Arnold[1]
- FurryBall Render (GPU)
- LuxRender
- Cycles (Blender)
- Fryrender
- Fstorm Render
- Indigo Renderer
- Maxwell Render
- Octane Render
- NOX renderer
- Thea render
- Kerkythea (гибридный рендеринг)
- mental ray (опционально)
- V-Ray (опционально)
- KeyShot
- Mantra
- Mitsuba Render
- Guerilla Render
- Corona Renderer
- Hydra Renderer